# 小穗柳
小穗柳（学名：Salix microstachya）为杨柳科柳属的植物。分布于蒙古、俄罗斯以及中国大陆的内蒙古等地，生长于海拔230米至3,500米的地区，常生于沙漠地区的河边及沙丘间低地，目前尚未由人工引种栽培。

## 异名
- Salix microstachya Turcz. ex Trautv. var. bordensis (Nakai) C. F. Fang